# Королевство Морея
Королевство Морея (итал. Regno di Morea) — официальное название, которое Венецианская республика дала полуострову Пелопоннес (известный до XVIII века как Морея), когда он время во Морейской войны 1684—1699 годов был отвоеван у Османской империи.
Венецианцы с успехом пытались вновь заселить страну и оживить её сельское хозяйство и экономику, но не смогли ни заручиться поддержкой основной части местного населения, ни закрепить свои новые владения военным путем. В результате это Королевство было захвачено турками-османами в ходе быстротечной кампании в июне — сентябре 1715 года.